# Nickie Antonio
Nickie J. Antonio (* 2. Juni 1955) ist eine US-amerikanische Politikerin (Demokratische Partei).
Antonio studierte nach ihrer Schulzeit an der Cleveland State University Pädagogik. Nach ihrem Studium war sie als Lehrerin tätig. 2005 zog sie in den Stadtrat von Lakewood ein und wurde 2009 wiedergewählt.
Am 2. November 2010 gelang Antonio der Einzug als Abgeordnete in das Repräsentantenhaus von Ohio. Ihr Vorgänger war der demokratische Politiker Michael J. Skindell.
Sie lebt mit ihrer Familie in Lakewood. Die Lebensgefährtin von Antonio ist Jean Kosmac; Antonio hat zwei Töchter.